# Vibeke Lunde
Vibeke „Babben“ Lunde (* 21. März 1921 in Oslo; † 12. August 1962 in Oslo) war eine  norwegische Seglerin, die 1952 eine olympische Silbermedaille gewann.

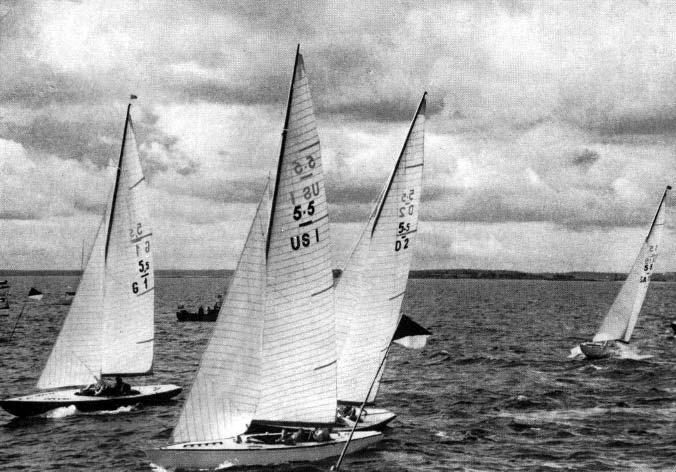
5,5mR bei den Olympischen Spielen 1952, Complex II (US 1) vorne

Vibeke Lunde lernte ihren späteren Mann Peder Lunde Senior 1936 auf der Insel Ormøya in der Nähe von Oslo beim Segeln kennen. 1942 wurde ihr Sohn Peder Lunde Junior geboren.
Bei den Olympischen Spielen 1952 segelten Peder Lunde Senior, Vibeke Lunde und ihr Bruder Børre Falkum-Hansen in der 5,5-Meter-Klasse die Yacht Encore. Orvar Larsen hatte die Yacht eigentlich für seinen Sohn gekauft, der aber noch zu jung für eine Olympiateilnahme war. Auf der Regattastrecke vor Helsinki wurde die Crew viermal Zweite, einmal Vierte und einmal Fünfte, was in der Endabrechnung zu Platz zwei hinter der US-amerikanischen Yacht Complex II reichte.
Ihr Sohn Peder Junior wurde dann 1960 Olympiasieger in der Bootsklasse Flying Dutchman.